# Thomas Bodley
Sir Thomas Bodley (født 2. marts 1545, død 28. januar 1613) var en engelsk diplomat og bogsamler.
Bodley flygtede 1556 med sine forældre til Tyskland og Genéve for at undgå religionsforfølgelsen under dronning Maria og vendte først tilbage 1559, da dronning Elisabeth kom til magten.
1576-80 foretog han omfattende rejser i Europa og blev 1583 ceremonimester ved hoffet. I april 1585 rejste han til Danmark og Nordtyskland for at samle de protestantiske fyrster til et forbund. I 1588 rejste han hemmeligt til Frankrig og var 1589-96 diplomat i Nederlandene.
Efter sin hjemkomst hengav Bodley, som i 1587 havde indgået et rigt giftermål, sig alene til dyrkning af videnskaberne og fra 1598 til udviklingen af Oxfords Universitets bogsamling, som hedder Bodleian Library.
Han skænkede 24.000 sjældne bøger og håndskrifter og skal have brugt 200.000 £ til dette formål. I 1610 lagde han grunden til bibliotekets nye bygning og gav i sit testamente legater til bibliotekarlønninger med mere.
Bodley blev  ridder i 1604. Hans selvbiografi udkom 1647. Oxford Universitet fejrer hans minde ved en årlig fest 8. november, årsdagen for bibliotekets åbning i 1603.